# Ivo Minář
Pour les articles homonymes, voir Minar.
Ivo Minář, né le 21 mai 1984 à Prague, est un joueur de tennis tchèque, professionnel de 2002 à 2016.

## Biographie
Ivo Minář est entré sur le circuit professionnel en 2002. Son frère ainé Jan Minář est également joueur professionnel.
Le 14 octobre 2009, il est suspendu pour une période de huit mois à la suite d'un contrôle positif à la méthylhexanamine, consécutif à la rencontre de Coupe Davis contre l'Argentine, le 11 juillet. Sa suspension prend fin le 10 mars 2010.

## Palmarès

### Finale en simple (1)
| No | Date       | Nom et lieu du tournoi         | Catégorie   | Dotation  | Surface    | Vainqueur      | Score    |          |
| -- | ---------- | ------------------------------ | ----------- | --------- | ---------- | -------------- | -------- | -------- |
| 1  | 10-01-2005 | Medibank International, Sydney | Int' Series | 394 000 $ | Dur (ext.) | Lleyton Hewitt | 7-5, 6-0 | Parcours |

### Titre en double (1)
| No | Date       | Nom et lieu du tournoi    | Catégorie | Dotation  | Surface      | Partenaire  | Finalistes                | Score    |          |
| -- | ---------- | ------------------------- | --------- | --------- | ------------ | ----------- | ------------------------- | -------- | -------- |
| 1  | 04-05-2009 | BMW Open by FWU AG Munich | ATP 250   | 398 250 € | Terre (ext.) | Jan Hernych | Ashley Fisher Jordan Kerr | 6-4, 6-4 | Parcours |

## Parcours dans les tournois duGrand Chelem

### En simple
| Année | Open d'Australie | Open d'Australie | Internationaux de France | Internationaux de France | Wimbledon       | Wimbledon        | US Open         | US Open     |
| ----- | ---------------- | ---------------- | ------------------------ | ------------------------ | --------------- | ---------------- | --------------- | ----------- |
| 2005  | —                | —                | —                        | —                        | 2e tour (1/32)  | R. Federer       | 1er tour (1/64) | R. Federer  |
| 2006  | 1er tour (1/64)  | P. Luczak        | —                        | —                        | 1er tour (1/64) | G. García-López  | —               | —           |
| 2007  | —                | —                | 1er tour (1/64)          | P. Starace               | —               | —                | —               | —           |
| 2008  | 1er tour (1/64)  | Ó. Hernández     | 1er tour (1/64)          | Ó. Hernández             | 1er tour (1/64) | M. Vassallo      | 2e tour (1/32)  | J. Nieminen |
| 2009  | 1er tour (1/64)  | S. Wawrinka      | 2e tour (1/32)           | A. Roddick               | 2e tour (1/32)  | P. Kohlschreiber | —               | —           |

N.B. : à droite du résultat se trouve le nom de l'ultime adversaire.

### En double
| Année | Open d'Australie        | Open d'Australie  | Internationaux de France | Internationaux de France | Wimbledon                  | Wimbledon            | US Open | US Open |
| ----- | ----------------------- | ----------------- | ------------------------ | ------------------------ | -------------------------- | -------------------- | ------- | ------- |
| 2006  | 2e tour (1/16) J. Vaněk | T. Berdych C. Suk | —                        | —                        | 1er tour (1/32) J. Vaněk   | J. Erlich A. Ram     | —       | —       |
| 2007  | —                       | —                 | —                        | —                        | —                          | —                    | —       | —       |
| 2008  | —                       | —                 | 1er tour (1/32) J. Vaněk | R. Lindstedt J. Nieminen | 1er tour (1/32) T. Cibulec | F. López F. Verdasco | —       | —       |

N.B. : le nom du ou de la partenaire se trouve sous le résultat ; le nom des ultimes adversaires se trouve à droite.

## Parcours dans lesMasters 1000
| Année | Indian Wells | Miami              | Monte-Carlo       | Rome | Hambourg          | Canada | Cincinnati | Madrid | Paris |
| ----- | ------------ | ------------------ | ----------------- | ---- | ----------------- | ------ | ---------- | ------ | ----- |
| 2005  | —            | 2e tour T. Henman  | —                 | —    | —                 | —      | —          | —      | —     |
| 2006  | —            | —                  | —                 | —    | —                 | —      | —          | —      | —     |
| 2007  | —            | —                  | —                 | —    | —                 | —      | —          | —      | —     |
| 2008  | —            | 3e tour A. Roddick | 1er tour M. Ančić | —    | 2e tour D. Ferrer | —      | —          | —      | —     |

N.B. : sous le résultat se trouve le nom de l’ultime adversaire.